# Shea Whigham
Franklin Shea Whigham Jr. (Tallahassee, 1969. január 5. –) amerikai színész.
Egyik legismertebb szerepe Elias „Eli” Thompson a Boardwalk Empire – Gengszterkorzó című bűnügyi sorozatban. Szerepelt a True Detective – A törvény nevében első, illetve a Fargo harmadik évadjában is. 
Filmjei közé tartozik a Napos oldal, az Amerikai botrány és A Wall Street farkasa.

## Fiatalkora
A floridai Tallahassee-ban született, Frank és Beth gyermekeként. Apja ügyvéd, míg anyja könyvtáros. 
Ötéves volt, amikor a család a floridai Lake Marybe költözött. A Tyler Junior College (Tyler, Texas) majd a State University of New York at Purchase (Purchase, New York) hallgatója volt. Tagja volt egy színészprogramnak is, amelyben 31 diák vett részt, de végül csak nyolcan végezték el azt. A diploma megszerzése főiskolai szobatársával, Kirk Acevedóval megalapította a The Rorschach Group nevű társulatot.

## Magánélete
Christine Whigham házastársa, négy gyermekük született, köztük Giorgia Whigham színésznő.

## Filmográfia

### Film
| Év   | Magyar cím                               | Eredeti cím                               | Szerep                        | Magyar hang         |
| ---- | ---------------------------------------- | ----------------------------------------- | ----------------------------- | ------------------- |
| 1998 |                                          | Of Love & Fantasy                         | Craig                         |                     |
| 2000 | Tigrisek földjén                         | Tigerland                                 | Wilson közlegény              | Dévai Balázs        |
| 2002 | Rossz társaság                           | Bad Company                               | Wells CIA ügynök              |                     |
| 2003 | Az „igazi”                               | All the Real Girls                        | Tip                           |                     |
| 2004 |                                          | Out of This World                         | Russell Reade                 |                     |
| 2004 |                                          | Water                                     | Daniel West                   |                     |
| 2005 | Szemtelen szemtanúk                      | Man of the House                          | Holt ranger                   | Sztarenki Pál       |
| 2005 | Dogtown urai                             | Lords of Dogtown                          | Drake Landon                  |                     |
| 2005 |                                          | Psychic Driving                           | Ryan Barrett                  |                     |
| 2006 | Csuklónyiszálók                          | Wristcutters: A Love Story                | Eugene                        |                     |
| 2006 | A jóslat                                 | First Snow                                | Vincent McClure               | Széles László       |
| 2008 |                                          | South of Heaven                           | 'Mad Dog' Mantee              |                     |
| 2008 | A zsaruk becsülete                       | Pride and Glory                           | Kenny Dugan                   | Epres Attila        |
| 2008 | Tüske                                    | Splinter                                  | Dennis Farell                 | Háda János          |
| 2008 |                                          | Blood Creek                               | Luke Benny                    |                     |
| 2008 | A gyilkos szoba                          | The Killing Room                          | Tony Mazzolla                 | Dányi Krisztián     |
| 2008 | Távolsági szerelem                       | Spooner                                   | Stan Manfretti                |                     |
| 2008 | Halálos iram                             | Fast & Furious                            | Ben Stasiak ügynök            | Holl Nándor         |
| 2008 | Mocskos zsaru – New Orleans utcáin       | Bad Lieutenant: Port of Call New Orleans  | Justin                        | Sörös Miklós        |
| 2010 |                                          | Radio Free Albemuth                       | Phil                          |                     |
| 2010 | Családi kincs, ami nincs                 | Barry Munday                              | Donald                        | Pálmai Szabolcs     |
| 2010 | Machete                                  | Machete                                   | Mesterlövész                  | Holl Nándor         |
| 2010 | A cinkos                                 | The Conspirator                           | Cottingham kapitány           |                     |
| 2011 |                                          | Take Shelter                              | Dewart                        |                     |
| 2011 | Az igazság ára                           | The Lincoln Lawyer                        | Dwayne Jeffrey 'D.J.' Corliss | Juhász György       |
| 2011 | Helyben vagyunk                          | This Must Be the Place                    | Ernie Ray                     | Sarádi Zsolt        |
| 2011 | Dupla csapda                             | Catch .44                                 | Ernie                         | Holl Nándor         |
| 2012 | Mindenki szereti a bálnákat              | Big Miracle                               | Conrad                        |                     |
| 2012 | Vadállatok                               | Savages                                   | Chad                          | Holl Nándor         |
| 2012 | Napos oldal                              | Silver Linings Playbook                   | Jake Solitano                 | Gyabronka József    |
| 2013 | Halálos iramban 6.                       | Fast & Furious 6                          | Ben Stasiak                   | Sarádi Zsolt        |
| 2013 | Amerikai botrány                         | American Hustle                           | Carl Elway                    | Kardos Róbert       |
| 2013 | A Wall Street farkasa                    | The Wolf of Wall Street                   | Ted Beecham                   | Szatory Dávid       |
| 2014 | Non-Stop                                 | Non-stop                                  | Marenick szövetségi ügynök    | Dunai Tamás         |
| 2015 |                                          | Lila & Eve                                | Holliston                     |                     |
| 2015 | Rendőrautó                               | Cop Car                                   | férfi                         | Barabás Kiss Zoltán |
| 2015 | Kupák lovagja                            | Knight of Cups                            | Jim                           |                     |
| 2016 | Star Trek: Mindenen túl                  | Star Trek Beyond                          | Teenaxi vezető (hangja)       |                     |
| 2016 |                                          | Term Life                                 | Matty Miller                  |                     |
| 2017 | Kong: Koponya-sziget                     | Kong: Skull Island                        | Earl Cole                     | Rajkai Zoltán       |
| 2017 | Halállista                               | Death Note                                | James Turner                  |                     |
| 2017 | Sofőr                                    | Wheelman                                  | Mohawk férfi                  |                     |
| 2018 |                                          | The Catcher Was a Spy                     | Joe Cronin                    |                     |
| 2018 | Bejrút                                   | Beirut                                    | Gary Ruzak                    |                     |
| 2018 | Sicario 2. – A zsoldos                   | Sicario: Day of the Soldado               | Andy Wheeldon                 |                     |
| 2018 | Az első ember                            | First Man                                 | Gus Grissom                   | Epres Attila        |
| 2018 | Húzós éjszaka az El Royale-ban           | Bad Times at the El Royale                | Dr. Woodbury Laurence         | Király Adrián       |
| 2018 | Hazugságok városa                        | City of Lies                              | Frank Lyga                    |                     |
| 2018 | Alelnök                                  | Vice                                      | Wayne Vincent                 | Kárpáti Levente     |
| 2019 | A csillagokig                            | To the Stars                              | Hank Deerborne                | Holl Nándor         |
| 2019 | Apály                                    | Low Tide                                  | Kent őrmester                 | Forgács Péter       |
| 2019 | Joker                                    | Joker                                     | Burke nyomozó                 | Schmied Zoltán      |
| 2020 | A kőbánya                                | The Quarry                                | férfi                         |                     |
| 2020 | Vámpírok Bronx ellen                     | Vampires vs. the Bronx                    | Frank Polidori                |                     |
| 2021 | Halálos iramban 9.                       | F9                                        | Ben Stasiak ügynök            | Sztarenki Pál       |
| 2021 |                                          | The Gateway                               | Parker Jode                   |                     |
| 2021 | Javítóműhely                             | Small Engine Repair                       | 'Packie' Hanrahan             | Epres Attila        |
| 2021 |                                          | South of Heaven                           | Schmidt                       |                     |
| 2022 | A szürke ember                           | The Gray Man                              | Hatos apja                    | Czvetkó Sándor      |
| 2023 |                                          | Fancy Dance                               | Frank                         |                     |
| 2023 | Eileen                                   | Eileen                                    | Jim Dunlop                    | Gyabronka József    |
| 2023 | Pókember: A pókverzumon át               | Spider-Man: Across the Spider-Verse       | George Stacy (hangja)         | Király Attila       |
| 2023 | Mission: Impossible – Leszámolás         | Mission: Impossible – Dead Reckoning      | Jasper Briggs                 | Gyabronka József    |
| 2024 |                                          | Lake George                               | Don                           |                     |
| 2025 | Mission: Impossible – A végső leszámolás | Mission: Impossible – The Final Reckoning | Jasper Briggs                 | Gyabronka József    |
| 2025 | F1 – A film                              | F1                                        | Chip Hart                     | Fehérvári Péter     |

### Televízió
| Év        | Magyar cím                         | Eredeti cím                       | Szerep                 | Megjegyzések                                     |
| --------- | ---------------------------------- | --------------------------------- | ---------------------- | ------------------------------------------------ |
| 1997      |                                    | Ghost Stories                     | Eric Duke              | 1 epizód                                         |
| 2001      | A tenger fogságában                | Submerged                         | Oliver Naquin kapitány | tévéfilm                                         |
| 2004      | Rejtélyes vírusok nyomában         | Medical Investigation             | Barrett Fidler         | 2 epizód                                         |
| 2004      |                                    | Paradise                          | Jeremiah Alcott        | tévéfilm                                         |
| 2005      |                                    | Faith of My Fathers               | Norris Overl           | tévéfilm                                         |
| 2006      | Vészhelyzet                        | ER                                | Bobby Kenyon           | 3 epizód                                         |
| 2007      | Túsztárgyalók                      | Standoff                          | Andre / Jared Kendall  | 1 epizód                                         |
| 2009      | Hazudj, ha tudsz!                  | Lie to Me                         | Jered Blunt            | 1 epizód                                         |
| 2009      | Gyilkos számok                     | Numb3rs                           | Tom Kardum             | 1 epizód                                         |
| 2009      | A médium                           | Medium                            | Patrick Wilkes         | 1 epizód                                         |
| 2010–2014 | Boardwalk Empire – Gengszterkorzó  | Boardwalk Empire - Gengszterkorzó | Elias 'Eli' Thompson   | - 49 epizód - magyar hangja - Epres Attila       |
| 2014      | True Detective – A törvény nevében | Ghost Stories                     | Joel Theriot           | - 2 epizód - magyar hangja - Znamenák István     |
| 2015      | Carter ügynök                      | Agent Carter                      | Roger Dooley           | - 7 epizód - magyar hangja - Czvetkó Sándor      |
| 2015      | A törvény embere                   | Justified                         | Merrill                | 1 epizód                                         |
| 2016–2017 | Kib*zgatóhelyettesek               | Vice Principals                   | Ray Liptrapp           | - 15 epizód - magyar hangja - Karácsonyi Zoltán  |
|           | Fargo                              | Fargo                             | 'Moe' Dammick          | 5 epizód                                         |
| Narcos    | Narcos                             | Duffy ügynök                      | 2 epizód               |                                                  |
| 2018      |                                    | Waco                              | Mitch Decker           | 6 epizód                                         |
| 2018      |                                    | Homecoming                        | Thomas Carrasco        | 8 epizód                                         |
| 2018      | Mocskos John                       | Dirty John                        | 'William Meehan        | 1 epizód                                         |
| 2019      | Modern szerelem                    | Modern Love                       | Peter                  | 2 epizód                                         |
| 2020–2023 | Perry Mason                        | Perry Mason                       | Pete Strickland        | - főszereplő - magyar hangja - Karácsonyi Zoltán |
| 2022      |                                    | Gaslit                            | G. Gordon Liddy        | főszereplő                                       |
| 2023      |                                    | Waco: The Aftermath               | Mitch Decker           | 5 epizód                                         |
| 2023      | Az erényes Gemstone-ék             | The Righteous Gemstones           | Dusty Daniels          | 2 epizód                                         |
| 2023      | Az igazság emberei: Bass Reeves    | Lawmen: Bass Reeves'              | EGeorge R. Reeves      | 2 epizód                                         |

## Fordítás
- Ez a szócikk részben vagy egészben  a   Shea Whigham című angol Wikipédia-szócikk ezen változatának fordításán alapul.  Az eredeti cikk szerkesztőit annak laptörténete sorolja fel. Ez a jelzés csupán a megfogalmazás eredetét és a szerzői jogokat jelzi, nem szolgál a cikkben szereplő információk forrásmegjelöléseként.